# Anastasiia Rîbaciok
Anastasiia Rîbaciok (născută Cetverikova; n. 14 aprilie 1998, Herson, regiunea Herson, Ucraina) este o canoistă ce a reprezentat Ucraina, medaliată olimpică. A participat la 2 ediții ale Jocurilor Olimpice (2020, 2024) în care a câștigat o medalie de argint.